# Jurij Trutniew (polityk)
Jurij Pietrowicz Trutniew (ros. Юрий Петрович Трутнев, ur. 1 marca 1956 w mieście Mołotow, obecny Perm) – rosyjski polityk, od 21 stycznia 2020 Zastępca Przewodniczącego Rządu Federacji Rosyjskiej (Wicepremier) – Pełnomocny przedstawiciel Prezydenta Federacji Rosyjskiej w Dalekowschodnim Okręgu Federalnym, kurator rozwoju Dalekiego Wschodu i Arktyki, kurator Dalekowschodniego Okręgu Federalnego. 
Członek partii Jedna Rosja